# Au théâtre de la Potinière
Albums de Anne Sylvestre
D'amour et de mots Chante... au bord de La Fontaine
Au théâtre de la Potinière est un enregistrement de concert d'Anne Sylvestre à la Potinière en 1995, paru chez EPM.

## Titres
CD 1
Toutes les chansons sont écrites et composées par Anne Sylvestre sauf mention contraire.
| No  | Titre                                | Durée |
| --- | ------------------------------------ | ----- |
| 1.  | La Femme du vent                     |       |
| 2.  | Flou                                 |       |
| 3.  | Il s'appelait Richard                |       |
| 4.  | Pas difficile                        |       |
| 5.  | Lettre ouverte à Élise               |       |
| 6.  | Tango pour Luce                      |       |
| 7.  | Faites-moi souffrir                  |       |
| 8.  | La Margelle (auteur : Roger Riffard) |       |
| 9.  | Au bord des larmes                   |       |
| 10. | Écrire pour ne pas mourir            |       |
| 11. | Roméo et Judith                      |       |
| 12. | Présence                             |       |
| 13. | Aveu                                 |       |
| 14. | La Centième Nuit                     |       |

CD 2
Toutes les chansons sont écrites et composées par Anne Sylvestre sauf mention contraire.
| No  | Titre                                                                                       | Durée |
| --- | ------------------------------------------------------------------------------------------- | ----- |
| 1.  | Sur mon chemin de mots                                                                      |       |
| 2.  | Carcasse                                                                                    |       |
| 3.  | Mousse                                                                                      |       |
| 4.  | Tout s'mélange                                                                              |       |
| 5.  | Les Passantes (auteur : Antoine Pol, compositeur et interprète original : Georges Brassens) |       |
| 6.  | Couteau Caresse                                                                             |       |
| 7.  | Parti Partout                                                                               |       |
| 8.  | Si mon âme en partant                                                                       |       |
| 9.  | Les Gens qui doutent                                                                        |       |
| 10. | Petit Bonhomme                                                                              |       |
| 11. | Belle parenthèse                                                                            |       |
| 12. | Ça va m'faire drôle                                                                         |       |
| 13. | Ruisseau bleu                                                                               |       |
| 14. | Les Impedimenta                                                                             |       |
| 15. | Lazare et Cécile                                                                            |       |
| 16. | Les Blondes                                                                                 |       |
| 17. | Trop tard pour être une star                                                                |       |